# 圣阿乌斯特里耶
圣阿乌斯特里耶（法語：Saint-Aoustrille，法語發音：[sɛ̃.t‿austʁij]）是法国安德尔省的一个市镇，位于该省东北部，属于伊苏丹区。

## 地理
圣阿乌斯特里耶（46°56'19"N, 1°55'16"E）面积19.47 平方千米，位于法国中央-卢瓦尔河谷大区安德尔省，该省份为法国中部省份，北起卢瓦-谢尔省，西北接安德尔-卢瓦尔省，西南接维埃纳省，南至克勒兹省和上维埃纳省，东临谢尔省。
与圣阿乌斯特里耶接壤的市镇（或旧市镇、城区）包括：伊苏丹、利兹赖、讷维帕尤、圣瓦朗坦、蒂宰。

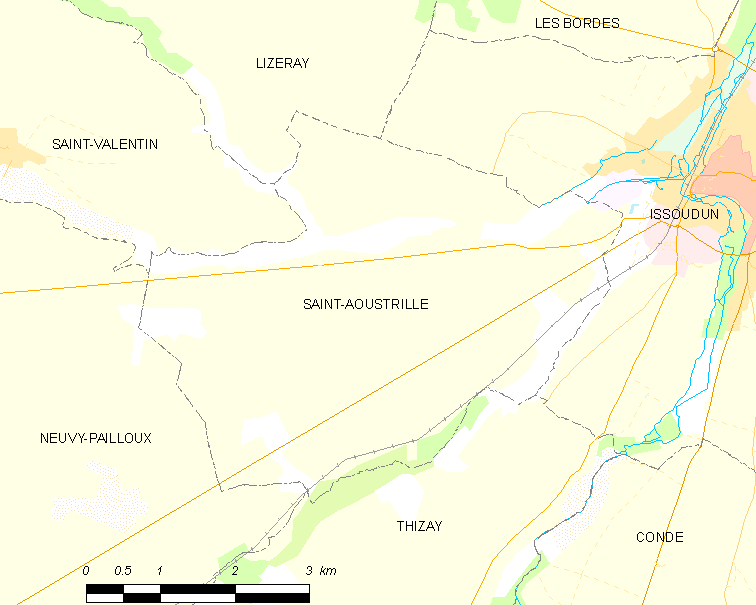
圣阿乌斯特里耶的OSM定位图

圣阿乌斯特里耶的时区为UTC+01:00、UTC+02:00（夏令时）。

## 行政
圣阿乌斯特里耶的邮政编码为36100，INSEE市镇编码为36179。

## 政治
圣阿乌斯特里耶所属的省级选区为勒夫鲁县。

## 人口

1962-2008年间圣阿乌斯特里耶人口变化图示

圣阿乌斯特里耶于2022年1月1日时的人口数量为211人。